# FIFA Manager 12
FIFA Manager 12 es un videojuego de simulación gerencial desarrollado por Bright Future GmbH y publicado por Electronic Arts en todo el mundo bajo el sello de EA Sports. Fue lanzado el 21 de octubre del 2011 y es la undécima entrega de la serie de videojuegos FIFA Manager.

## Nuevas Características
El juego tendrá más de 700 características nuevas y mejoras, por ejemplo:
- Partidos en 3D: Una característica especial del juego este año, es la opción de juego en 3D. Esta área de la representación del juego es un asunto cercano al corazón de muchos seguidores de la franquicia, por lo que este año un equipo formado por diseñadores, artistas gráficos y programadores ha puesto toda la lógica del modo 3D a la prueba y reprogramado completamente gran parte de ella.

- Nuevas instalaciones del club: 25 edificios con un total de 289 niveles de configuración se reproducen en detalle. Además, hay hasta tres estadios con más de 120.000 puestos directamente sobre la base del club.

Construcciones de época listas para ser renovadas. Cada nivel de configuración tiene efectos específicos en otras áreas del juego. Como jugador se lo enfrenta constantemente por decisiones que tomar, y debe desarrollar una verdadera estrategia en términos de cómo desea configurar su club en el futuro.
- Finanzas: El sector financiero también es completamente nuevo. Los Clubes y jugadores tienen que ganar primero la confianza de los mercados financieros a través de éxitos deportivos. Los ingresos realistas de los principales patrocinadores ayudan a reflejar con exactitud las grandes diferencias financieras entre los principales clubes y un club más pequeño en el juego.

Una bolsa con las acciones del club que, por supuesto, no estará ausente. En el sector de patrocinio también hay numerosas mejoras, como la "pirámide o patrocinadores de los patrocinadores" de campañas para conseguir nuevos socios. Por otra parte, existe la opción de intercambio mucho más intenso con el patrocinador principal, que quiere mantenerse feliz.
- Mercado de fichajes: En la sección de transferencia ahora los jugadores pueden ensayar en los campos los partidos de prueba o la Comisión dar un análisis detallado de la plantilla para ver los puntos débiles del equipo puede ser eliminado en concreto. Debido al hecho de que todos los gerentes de la IA hacen uso de estas opciones de análisis de equipo, las transferencias volverán a ser aún más realistas. De esta manera, los clubes de IA también pueden sacar provecho de estrellas caras que no quieren extender sus contratos antes de que el mismo expire.

- Ámbitos clásicos en un nuevo look: Toda una gama de nuevas opciones estarán disponibles en el calendario. Desde el evento de caridad para dirigir consultas al partido amistoso extendiéndose hasta las pruebas de lactato, no son deseos sin cumplir.

La formación puede volver a ser planificada y ejecutada a diario en unidades individuales. El desarrollo de los jugadores se hizo más realista aquí que hace del juego aún más desafiante, especialmente en los niveles de dificultad más alto. Un preparador físico especial ahora también le ofrece sus servicios desde el inicio de la temporada.
En la secuencia de progreso semanal, que ahora puede ser configurada, puedes seleccionar tus características favoritas, y por ejemplo, precisar los entrenamientos o el progreso de las instalaciones del club.